# Tom Peosay
Tom Peosay, ook wel Tom Piozet (Californië), is een Amerikaans filmregisseur, -producer en cinematograaf. Hij studeerde af in Milieu en Geografie aan de Universiteit van Californië - Santa Barbara.
Peosay maakte documentaires voor onder andere NBC, Jean-Michel Cousteau (zoon van Jacques-Yves) en Discovery Channel. Hij maakte ook high-end video's voor speelfilms als Dragnet (1987), Hero (1992), Wayne's World en The Bodyguard. Veel van zijn films maakte hij in Azië. Hij hielp mee aan documentaires als Treasure Seekers: Tibet's Hidden Kingdom uit 2001 over de Britse Veldtocht in Tibet.

## Filmografie
In 2002 produceerde en regisseerde hij Tibet: Cry of the Snow Lion, een Tibetaanse documentaire over de Tibetaanse cultuur, rituelen en paardenraces. Het bevat beelden van de Himalaya en de heilige stad Lhasa. De documentaire bevat ook illegaal opgenomen filmbeelden van de Chinese onderdrukking.